# MABA Fertigteilindustrie
Die MABA Fertigteilindustrie GmbH ist ein österreichisches Unternehmen, das Fertigbetonteile und andere Produkte erzeugt und verarbeitet sowie im Hoch- und Tiefbau tätig ist. Das Unternehmen, das seit den 1980er Jahren zur Kirchdorfer Gruppe gehört, arbeitet an vier Standorten in Österreich.

## Produktgruppen
MABA produziert Betonteile sowohl für den Hoch- als auch den Tiefbau. Die sonstigen Kernkompetenzen liegen im Bereich Schleuderbetonprodukte, Betongroßserien und Kanal- und Abwassertechnik und Hausbau (Baustoff Ziegelit).

## Geschichte und Firmen

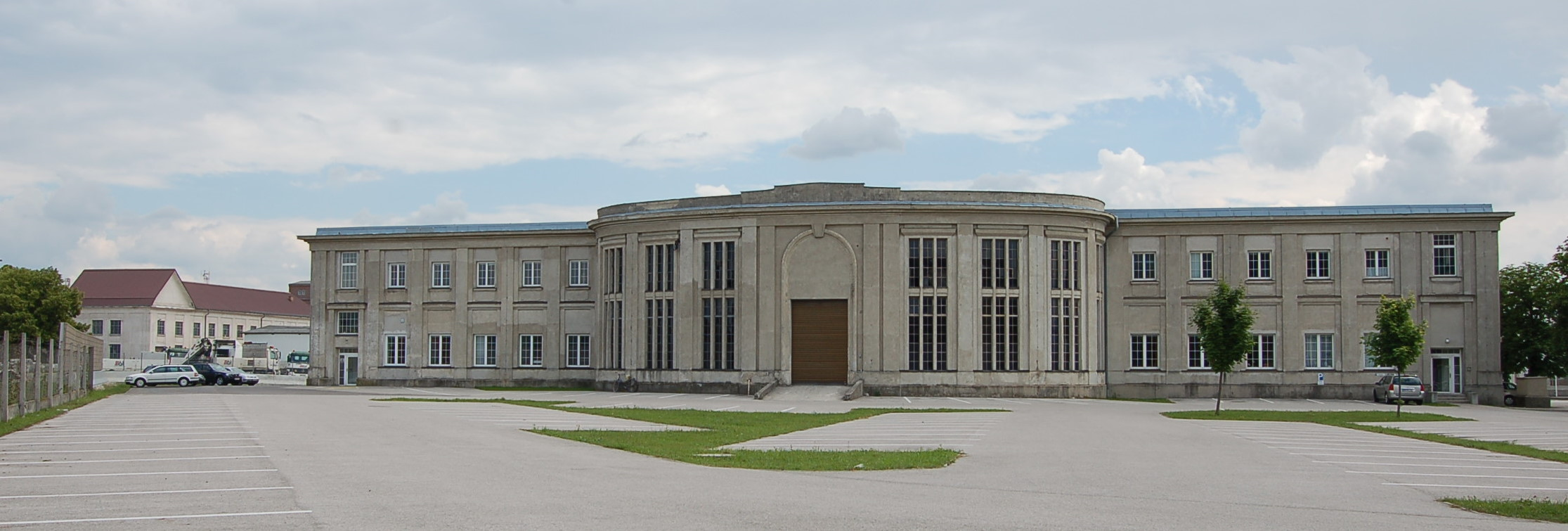
Schalthaus des ehemaligen Kraftwerks der Wöllersdorfer Werke (Feuerwerksanstalt)

Gegründet wurde MABA im Jahr 1925 als Österr. MABA-Unternehmung – Bartels und Schlarbaum in Wöllersdorf. Auf dem Gelände der ehemaligen Wöllersdorfer Werke wird das ehemalige Gebäude der Feuerwerksanstalt seither als Bürogebäude genützt. Schon damals wurden ähnliche Fertigteilprodukte wie heute hergestellt. Im Zweiten Weltkrieg wurde die Produktionsstätte stark beschädigt. Aber bereits nach dem Krieg wurde die Produktion wieder aufgenommen.
Im Jahr 1954 wurde die Produktpalette um die Fertigteilkläranlagen Purator erweitert. Die Betonfertigteile wurden in größeren Dimensionen erzeugt. 1972 wurden die Produktionshallen und die Verwaltung um 21.000 m² vergrößert.
Im Jahr 1984 wurde die MABA von der Kirchdorfer Gruppe (Hofmann-Hierzer Gruppe) in Kirchdorf an der Krems, gekauft, einem großen Betonverarbeiter, und firmierte anschließend als MABA Betonwaren Gesellschaft m.b.H. Das Unternehmen wuchs von ungefähr 8 Millionen Euro im Jahr 1984 durch stetige Erweiterungen, Firmenkäufen und Produktneuentwicklungen auf über 54 Millionen Euro im Jahr 2000.
Im Jahr 1992 wurde die heutige MABA Fertigteilindustrie GmbH gegründet, die sich auf die Erzeugung, Großhandel, Montage von Teilen für den Mast-, Hoch-, Tief- und Elektrobau konzentriert. Dem Unternehmen wurde im selben Jahr die Staatliche Auszeichnung verliehen, die mit der Führung des Staatswappens im Geschäftsverkehr verbunden ist. Dachgesellschaft (Leading Company) seitens der Mutter ist die Kirchdorfer Fertigteilholding GmbH.
In der Folge wurden auch im Ausland Werke errichtet. Heute setzt das Unternehmen mit rund 500 Mitarbeiter etwa 80 Millionen Euro um.

### MABA Fertigteilindustrie
Die MABA Fertigteilindustrie GmbH
betreibt die Gesamtvertriebsleitung, und die Produktion der Kernkompetenzen Hoch- und Industriebau, Bahnoberbau, Straßenbau, Tiefbau und Umwelt, sowie Tunnelbau an den Betriebsstätten Wöllersdorf, NÖ, und Micheldorf, OÖ.

#### TIBA Ver- und Entsorgungssysteme
Eingegliedert wurde in die Kirchdorfer Fertigteilholding die TIBA Ver- und Entsorgungssysteme GmbH, ein Wasserversorgungsspezialist in Lebring bei Graz, Steiermark, als ein 2006 gegründetes Joint Venture von MABA Fertigteilindustrie und Frühwald in Leibnitz (Baustoffhandel, Kieswerk, Betonfertigteilerzeugung). Sie ist heute (2009) als TIBA Holding GmbH in Lebring und TIBA AUSTRIA GmbH St. Margarethen an der Raab–Kroisbach organisiert.
Dazu gehören auch das ehemalige Bauer Betonwerk, heute TIBA Betonwerk GmbH in St. Margarethen.
Die TIBA-Gruppe übernimmt den Sektor Kanaltechnik, Entwässerungstechnik und Umwelttechnik (Klär- und Abscheidetechnik, Regenwassernutzung) und Pumpstationen.

### MABA Prefa, Eurobeton MABA
Das Werk in Veselí nad Lužnicí (MABA Prefa spol. s r.o) gehört zu den größten Betonfertigteilwerken Tschechiens. Produziert werden dort die Delta Bloc-Teile, die Komplettlösungen Wohnbau, im Besonderen Treppen, Hausanschlussblöcke, sowie ebenfalls Großserien- und Schleuderbetonprodukte.
Zwei weitere Werke werden in Chvaletice und Luhov (Eurobeton MABA s.r.o.)
geführt. Das Produktschema entspricht dem Werk Weseli.

### MABA Fertighaus
1979 wurde die MABA Fertighaus GmbH
gegründet, die als Baugewerbe die im Stammwerk produzierten Fertigteilhäuser errichtet, und auf Reihenhaussiedlungen ebenso spezialisiert ist wie auf Einfamilienhäuser (Marken: Egohaus, Haus und Grund, MABA Systembau, sowie Ersatzproduktion für die in Konkurs gegangene Romberger GmbH – Liaporhaus). MABA Fertighaus ist Mitglied des österreichischen Fertighausverbands und Partner von klima:aktiv.

### Rauter Fertigteilbau
Zur MABA-Gruppe gehören mittlerweile auch die 100-%-Beteiligungen an der den Firmen Rauter Fertigteilbau GmbH in Niederwölz in der Obersteiermark, die mit der Herstellung von Betonfertigteilen und den Liapor-Ton-Massivhäusern beschäftigt ist.

### DELTABLOC®Fahrzeug-Rückhaltesysteme
Dafür wurde in der Umstrukturierung 2000 der Logistik- und F&E-Sektor der Betonrückhaltesysteme in eine eigene DELTA BLOC International GmbH (ehemals DELTA BLOC Europe GmbH)
mit Sitz in Wr. Neustadt, und Handelstöchtern in Neumarkt in der Oberpfalz, Deutschland (DELTA BLOC Deutschland GmbH), Paris, Frankreich (DELTA BLOC France SAS), Wakefield, Großbritannien (DELTA BLOC UK Ltd.) und Hengelo, Niederlande (DELTA BLOC Nederland B.V.) umgelagert. Bis heute hat die Firma mehr als 2.000 Kilometer Betonschutzwände, die die Europäische Norm für Rückhaltesysteme an Straßen EN 1317 erfüllen, produziert, und Lizenzpartner in über 30 Ländern.

### MABA Track Solutions, TSF-A–Eisenbahnschwellen
Seit 2007 ist die Produktion der Eisenbahnschwellen in eine eigene Firma, die MABA TRACK SOLUTIONS GmbH
ausgelagert. Der Weichenschwellensektor wird seit 2008 durch eine eigene Gesellschaft, die TSF-A GmbH (Turnout Sleeper Factory-Austria)
als Joint Venture
mit der VAE Eisenbahnsysteme, einer voestalpine-Tochter, betrieben.
Seit Beginn der Schwellenproduktion 1990 wurden über zwei Millionen Stück Streckenschwellen sowie eine Million Laufmeter Weichenschwellen produziert und verbaut, die Jahreskapazität im Werk Wöllersdorf beträgt 200.000 Stück. Angeboten werden Lösungen für die Einsatzbereiche Normalbahn, Hochgeschwindigkeitsbahn und den urbanen Bereich (U-Bahn und Light-Rail). Produktion ist in Wöllersdorf (Schwelle Österreich), und den Werken in Ungarn, Rumänien und der Türkei.

#### MABA Hungaria, MABA Romania, BETRA Prefabrike
Das Betonschwellenwerk in Várpalota, Ungarn (MABA Hungaria Kft.)
hat etwa dieselbe Kapazität des Wollersdorfer Werks, ein weiteres, etwas kleineres Werk steht in Rupea, Rumänien (MABA Romania S.R.L.).
Außerdem wurde 2003 unter dem Namen BETRA (BETRA Prefabrike San.ve Tic.A.Ş.,
in 50-%-Besitz der MABA-T Ihracat Ithalat ve Tic. ltd. sti mit Sitz in Beykoz-Istanbul) mit zwei örtlichen Bahnbauern als Joint Venture in Pamukova, Türkei, ein Werk errichtet, das neben 600.000 Stk. Schwellen auch die Delta Bloc-Produktion für den türkischen Markt übernimmt.

### Kirchdorfer Kunststofftechnik (Polyglas)
Die Kirchdorfer Kunststofftechnik GmbH in Gerasdorf bei Wien erzeugt Produkte aus glasfaserverstärkten Kunststoffen sowie Spritzgussteile aus Thermoplasten. Kunststoff-Schachtböden ergänzen das Programm der TIBA Ver- und Entsorgungssysteme, daneben wird Lohnfertigung für Auto- und Bahnzulieferer und Tiefbau- und Maschinenbauindustrie betrieben. Bis Januar 2009 hieß die Firma Polyglas Ing. Decker & Co GesmbH, ursprünglich 1947 in Deutsch Wagram gegründet, die Marke polyglas decker wurde beibehalten. Zu bekannten Produkten zählen die Frontverkleidungen der Taurus-Lokomotiven sowie der neuen V-Wagen der Wiener U-Bahn.

## Übersicht: Standorte und Daten der Maba/Kirchdorfer Fertigteil-Gruppe
| Firma                         | Betriebsstätten | Branche (NACE)                                                                            | Umsatz (Mio. €)     | Beleg- schaft |
| ----------------------------- | --- | ----------------------------------------------------------------------------------------- | ------------------- | ------------- |
| MABA Fertigteilindustrie      | Wöllersdorf, Niederösterreich Micheldorf, Oberösterreich | Herstellung, Handel und Montage von Betonerzeugnissen (26610)                             | 050                 | 400           |
| MABA Prefa                    | Veselí nad Lužnicí, Tschechien | Herstellung von Betonerzeugnissen (26.61.0)                                               | 013                 | 140           |
| Eurobeton MABA                | Chvaletice, Tschechien Luhov, Tschechien | Kanaltechnik, Entwässerungstechnik (26.61.0)                                              | 03                  | 045           |
| DELTA BLOC                    | Wöllersdorf, Niederösterreich (DELTA BLOC International GmbH) Neumarkt, Deutschland (DELTA BLOC Deutschland GmbH) Paris, Frankreich (DELTA BLOC France SAS) Hengelo, Niederlande (DELTA BLOC Nederland B.V.) | Betonrückhaltesysteme (26.61.0)                                                           | 015                 | 020           |
| MABA TRACK SOLUTIONS          | Wöllersdorf, Niederösterreich (MABA TRACK SOLUTIONS, TSF-A) | Eisenbahnschwellen (26.61.0, 45.23.13)                                                    | 09                  | 040           |
| MABA Hungaria                 | Várpalota, Ungarn | Eisenbahnschwellen (26.61.0)                                                              | 0                   | 030           |
| MABA Romania                  | Rupea, Rumänien | Eisenbahnschwellen (26.61.0)                                                              | 0                   | 020           |
| BETRA Prefabrike              | Pamukova, Türkei | Herstellung und Handel von Betonerzeugnissen (26.61.0)                                    | 0k. A. (50 %-Btlg.) | 080           |
| MABA Fertighaus               | Sollenau, Niederösterreich | Fertighäuser (26.61.20, 45.21.7)                                                          | 025                 | 020           |
| Rauter Fertigteilbau          | Niederwölz, Steiermark | Herstellung von Betonerzeugnissen (26.61.0), Fertighäuser (26.61.20, 45.21.7)             | 010 (50 %-Btlg.)    | 100           |
| TIBA                          | Lebring, Steiermark (TIBA Holding) St. Margarethen/R, Steiermark (TIBA AUSTRIA, TIBA Betonwerk) | Kanaltechnik, Entwässerungstechnik, Umwelttechnik, Pumpstationen (26.61.0, 45.21.32, ua.) | 017                 | 085           |
| Kirchdorfer Kunststofftechnik | Gerasdorf bei Wien, Niederösterreich | polyglasdecker Kunststoffteile (25.2)                                                     | 03                  | 030           |
| MABA Gruppe                   | 14 |                                                                                           | ~140                | ~900          |

Quellen: Kirchdorfer/MABA, FirmenABC, HBI Ceská (2006–2009, Werte gerundet)